# Toni Braxton
Toni Michelle Braxton (Severn (Maryland), 7 oktober 1967) is een Amerikaanse zangeres met een lage alt. Ze heeft zeven keer een Grammy Award gewonnen. In 2011 werd Braxton opgenomen in de Georgia Music Hall of Fame.

## Biografie
Braxton is de oudste van in totaal zes kinderen. Ze zat op scholen de Richard Henry Lee Elementary School, de Corkran Middle School en de Glen Burnie High School. Haar vader was een geestelijke en zijn kinderen groeiden op in een zeer strikt religieus huishouden. Het eerste optreden van Braxton was het meezingen in een kerkkoor. Ze genoot een opleiding aan de Bowie State University om lerares te worden, maar kwam er toch achter dat ze een carrière in de muziek wilde hebben.
Braxton is op meerdere manieren succesvol geweest in de muziekbusiness. Allereerst zat ze in de soulgroep The Braxtons samen met haar vier zussen. Hierna is ze een succesvolle solocarrière begonnen en verkocht wereldwijd zo'n 48 miljoen platen. Haar bekendste hit is Un-Break My Heart. Deze single verkocht wereldwijd meer dan tien miljoen exemplaren, wat het een van de meest succesvolle singles aller tijden maakt. Verder scoorde ze hoog met singles als Breathe Again, You're Makin' Me High, I Don't Want To en He Wasn't Man Enough. Hoewel Braxton aanvankelijk erg populair was in de jaren 90, heeft de zangeres geen groot succes meer gekend, sinds de release van More Than A Woman, haar vierde album uit 2002 dat een flop werd. Door matig succes veranderde Braxton ook meerdere malen van platenmaatschappij. Met Il Divo scoorde de zangeres in 2006 voor een laatste maal een Europese hit met het nummer The Time Of Our Lives.
Naast zingen heeft Braxton zich altijd beziggehouden met acteren. Zo speelde ze in 1998 de rol van Belle in de Broadway Disney-musical Beauty and The Beast en vertolkte in 2003 de rol van Aida in de gelijknamige (E. John-T. Rice) musical. Tevens leverde ze een bijdrage aan het zevende seizoen van Dancing With The Stars in de VS.
Braxton trouwde op 21 april 2001 met Keri Lewis. Ze hebben twee kinderen.
In augustus 2007 meldde de pers dat er borstkanker bij Braxton zou zijn geconstateerd. Later maakte ze zelf bekend dat dit absoluut onwaar is. Wel is er in 2008 een goedaardig gezwel uit haar borst verwijderd. In 2010 werd bekend dat ze aan de auto-immuunziekte lupus lijdt. In 2012 werd zij in het ziekenhuis opgenomen en in oktober 2016 bleek dat Braxton ook last heeft van vernauwde bloedvaten in haar hart. Ze werd opgenomen in een ziekenhuis in Atlanta.

## Discografie

### Albums
| Album met eventuele hitnotering(en) in de Nederlandse Album Top 100 | Datum van verschijnen | Datum van binnenkomst | Hoogste positie | Aantal weken | Opmerkingen |
| ------------------------------------------------------------------- | --------------------- | --------------------- | --------------- | ------------ | ----------- |
| Toni Braxton                                                        | 1993                  | 26-02-1994            | 10              | 38           |             |
| Secrets                                                             | 1996                  | 29-06-1996            | 1(7wk)          | 80           |             |
| The heat                                                            | 2000                  | 29-04-2000            | 3               | 30           |             |
| More than a woman                                                   | 2002                  | 30-11-2002            | 88              | 2            |             |
| Pulse                                                               | 07-05-2010            | 22-05-2010            | 83              | 1            |             |

| Album met hitnotering(en) in de Vlaamse Ultratop 200 albums | Datum van verschijnen | Datum van binnenkomst | Hoogste positie | Aantal weken | Opmerkingen |
| ----------------------------------------------------------- | --------------------- | --------------------- | --------------- | ------------ | ----------- |
| Secrets                                                     | 1996                  | 04-01-1997            | 4               | 43           |             |
| The heat                                                    | 2000                  | 06-05-2000            | 9               | 14           |             |

### Singles
| Single met eventuele hitnotering(en) in de Nederlandse Top 40 | Datum van verschijnen | Datum van binnenkomst | Hoogste positie | Aantal weken | Opmerkingen                          |
| ------------------------------------------------------------- | --------------------- | --------------------- | --------------- | ------------ | ------------------------------------ |
| Breathe again                                                 | 1993                  | 19-02-1994            | 5               | 11           | #7 in de Mega Top 50 / Alarmschijf   |
| Another sad love song                                         | 1993                  | 07-05-1994            | 23              | 5            | #43 in de Mega Top 50 / Alarmschijf  |
| You mean the world to me                                      | 1994                  | 16-07-1994            | tip13           | -            |                                      |
| You're makin' me high                                         | 1996                  | 06-07-1996            | 13              | 11           | #18 in de Mega Top 50 / Megahit      |
| Un-break my heart                                             | 1996                  | 19-10-1996            | 2               | 19           | #2 in de Mega Top 50 / Alarmschijf   |
| I don't want to                                               | 1997                  | 10-05-1997            | 33              | 3            | #41 in de Mega Top 100               |
| How could an angel break my heart                             | 1997                  | 20-12-1997            | 36              | 4            | met Kenny G / #34 in de Mega Top 100 |
| He wasn't man enough                                          | 2000                  | 15-04-2000            | 4               | 13           | #5 in de Mega Top 100 / Alarmschijf  |
| Spanish guitar                                                | 2000                  | 07-10-2000            | 17              | 4            | #19 in de Mega Top 100               |
| Christmas in Jamaica                                          | 2001                  | 15-12-2001            | tip22           | -            | met Shaggy                           |

| Single met hitnotering(en) in de Vlaamse Ultratop 50 | Datum van verschijnen | Datum van binnenkomst | Hoogste positie | Aantal weken | Opmerkingen |
| ---------------------------------------------------- | --------------------- | --------------------- | --------------- | ------------ | ----------- |
| Un-break my heart                                    | 1996                  | 21-12-1996            | 2               | 25           |             |
| I don't want to                                      | 1997                  | 31-05-1997            | 16              | 13           |             |
| How could an angel break my heart                    | 1997                  | 13-12-1997            | 50              | 1            | met Kenny G |
| He wasn't man enough                                 | 2000                  | 29-04-2000            | 14              | 13           |             |
| Spanish guitar                                       | 2000                  | 14-10-2000            | 46              | 3            |             |
| Hit the freeway                                      | 2002                  | 18-12-2002            | tip3            | -            |             |

### NPO Radio 2 Top 2000
| Nummer met noteringen in de NPO Radio 2 Top 2000 | '99 | '00 | '01 | '02  | '03  | '04  |
| ------------------------------------------------ | --- | --- | --- | ---- | ---- | ---- |
| Un-Break My Heart                                | 593 | 892 | -   | 1448 | 1473 | 1855 |

1. ↑  Een '-' betekent dat het nummer niet was genoteerd en een vetgedrukt getal geeft de hoogste notering aan.
2. ↑  Deze tabel is bijgewerkt tot en met de laatste editie (2024).

- Bibsys: 1095076
- Biblioteca Nacional de España: XX1157416
- Bibliothèque nationale de France: cb13975241x (data)
- Catàleg d'autoritats de noms i títols de Catalunya: 981058526839706706
- Gemeinsame Normdatei: 129752703
- International Standard Name Identifier: 0000 0000 7998 222X
- Library of Congress Control Number: no95037092
- MusicBrainz: 3c8a8696-e176-4c46-a2d3-48b6b1525c7f
- Nationale Bibliotheek van Tsjechië: xx0000848
- Nationale Bibliotheek van Israël: 987007415262205171
- Nationale Bibliotheek van Polen: a0000002423337
- Nederlandse Thesaurus van Auteursnamen: 110964012
- Système universitaire de documentation: 087888769
- Trove: 918970
- Virtual International Authority File: 59277316
- WorldCat: E39PBJhGV4fX6BFRRmX9HGttKd